# BELNE
BELNE（ベルネ、1955年12月3日 - ）は、日本の漫画家・イラストレーター。東京都目黒区出身。ペンネームの表記は最初のみ大文字のBelneや、全て小文字のbelneなどもある。本名は菅谷多津。

## 略歴
4歳の時に漫画家になろうと決意。ペンネームはのちに代表作となったBELNE'S LOVEシリーズの主人公・ベルネから取ったもの。ペンネームに使えば他の漫画家に同姓同名のキャラを使われることは無いだろうと考えたものの、デビューした際に編集部によってひらがなのみすた・べるねにされてしまったという。初掲載作は1976年（昭和51年）、秋田書店の「別冊ビバプリンセス」秋季号の『青春書簡』。その後、約2年に渡り「別冊ビバプリンセス」や「ひとみ」に読み切りを発表したのち、1979年によしもと日夜子（よしもとひやこ）名義で白泉社の「花とゆめ」に読み切り作品を発表。さらに小学館の「少女コミック」に移るなど、少女漫画家として約8年を過ごした。
1982年頃から平行してサン出版の「JUNE」で漫画を発表するほか「小説JUNE」でイラストなどを担当。こちらが1980年代の主な活動の場となった。この時期からペンネームの由来にもなったキャラクター・ベルネを主人公とした『蒼の男』（BELNE'S LOVEシリーズ）を同人誌で発表し、1985年以降新書館から単行本が刊行された。
1990年代には角川書店の「ASUKA」から再デビュー。2000年代には朝日新聞出版の「ネムキ」で『異端文書』を発表した。2007年から山本航暉の『ゴッドハンド輝』において天碕 莞爾（そらさき かんじ）名義で原作協力・構成監修を担当。また、同年から京都精華大学マンガ学部の講師を14年間務めた。2021年4月より開志専門職大学アニメ・マンガ学部教授。
作画グループの会員でもあり、会誌の「GROUP」にてBELNE'S LOVEシリーズの登場人物の日々の生活を描いたスピンオフ『ロンドンの佳き日』を連載。作画グループの出版部門であったSG企画からは『蒼の男』をはじめとしたBELNE'S LOVEシリーズが再版されたほか新作も刊行された。また、近年も創作系同人誌即売会のCOMITIAなどで同シリーズのほか同人誌を数多く発表している。

## 主な単行本
- 蒼の男シリーズ
  - 蒼の男（新書館 ペーパームーンコミックス、1985年）
  - デスタン（新書館 ペーパームーンコミックス、1986年）
  - 譚詩（新書館 ペーパームーンコミックス、1987年）
  - コメディ!（新書館 ペーパームーンコミックス、1988年）
  - ダンス!（新書館 ペーパームーンコミックス、1989年）
  - EXガーディ（新書館 ペーパームーンコミックス、1989年）
  - ラジオ（SG企画 作画グループシリーズ、）
  - クール（SG企画 作画グループシリーズ、1992年）
  - キャバレ（SG企画 作画グループシリーズ、1993年）
  - サデ!（SG企画 作画グループシリーズ、1994年）
- ディーン（SG企画 作画グループシリーズ、1986年）
- ロンドンの佳き日（SG企画 作画グループシリーズ、1986年 - ）
- 碧の幻想（大陸書房、1987年）
- 銀色のアルフレッド（新書館 ペーパームーンコミックス、1988年）
- 黒のサパティアード（大陸書房、1989年）
- 目を閉じて（角川書店 あすかコミックスDX、1990年）
- 銀弓神（原作・長谷川佳子、角川書店 あすかコミックスDX、1991年）
- 座・SAIYUKI（角川書店 あすかコミックスDX、1991年）
- エリオンとイアンテ（角川書店 あすかコミックスDX、1992年）
- ターコイーズブギ（スタジオシップ シップ・フレッシュ・コミックス、1992年）
- 禁断（光風社出版、1995年）
- よりぬき うさぎのフレッドくん（光風社出版 来夢コミックス、1995年）
- クロスロード（光風社出版 来夢コミックス、1996年）
- Rover（ヒット出版社 セラフィンコミックス、1997年）
- 窓辺の男（ヒット出版社 ヒットコミックス、1998年）
- 青い夜明け（ヒット出版社 ヒットコミックス、1998年）
- 最後の夏（ヒット出版社 ヒットコミックス、1998年）
- ボルゾイ（ヒット出版社 ヒットコミックス、1999年）
- B・J（SG企画 作画グループシリーズ、2000年）
- 異端文書（朝日新聞出版、 眠れぬ夜の奇妙な話コミックス、2001年 - 2006年）

### 共著
- にぎやか文庫参上（新書館 ペーパームーンコミックス、1987年）
- 僕らの漫画（小学館、2011年）[12]

## イラスト
- パパ、ドント Cry（秋月こお、マガジン・マガジン ジュネノベルズ、2003年）
- ふくろう警視―怪しい夜にまぶたはひらく　挿画・文庫表紙 (志茂田景樹　徳間文庫　1993年）

## 原作協力
- 『ゴッドハンド輝』（山本航暉、週刊少年マガジン、全62巻）
- 『タカラの膳』（山本航暉、週刊少年マガジン、全3巻）